# Peter Goldreich
Peter Goldreich, ameriški astrofizik, * 14. julij 1939.
Goldreich se v svojem znanstvenem delu osredotoča predvsem na planetne obroče, helioseizmologijo in nevtronske zvezde.